# Михайловка (Архаринский район)
В Амурской области также есть Михайловка в Благовещенском, Михайловка в Мазановском и Михайловка в Михайловском районах
Миха́йловка — село в Архаринском районе Амурской области, административный центр Ленинского сельсовета.
Основано в 1858 г. Топонимика: названо по имени командира 2-го конного Амурского полка Михаила Яковлевича Чеснока.

## География
Село Михайловка стоит на берегу протоки Михайловская (левобережная протока Амура), западнее села (выше по протоке) находится устье реки Архара.
Автомобильная дорога к селу Михайловка идёт на юг от районного центра Архара (на правом берегу Архары) через сёла Аркадьевка, Отважное, Красный Исток и Ленинское.
Расстояние до административного центра Ленинского сельсовета села Ленинское — 9 км, расстояние до районного центра пос. Архара — около 35 км.

## Население
| 2002 | 2010 | 2012 | 2013 | 2014 | 2015 | 2016 |
| ---- | ---- | ---- | ---- | ---- | ---- | ---- |
| 103  | ↘49  | ↘37  | ↘32  | ↘25  | ↘18  | ↘12  |
| 2017 | 2018 |      |      |      |      |      |
| ↗13  | ↘10  |      |      |      |      |      |

## Инфраструктура
Михайловка находится в пограничной зоне, на российско-китайской границе, в селе базируется погранотряд.